# Sonotrella pallidus
Sonotrella pallidus är en insektsart som först beskrevs av Walker, F. 1869.  Sonotrella pallidus ingår i släktet Sonotrella och familjen syrsor. Inga underarter finns listade i Catalogue of Life.